# De Groote Stroom

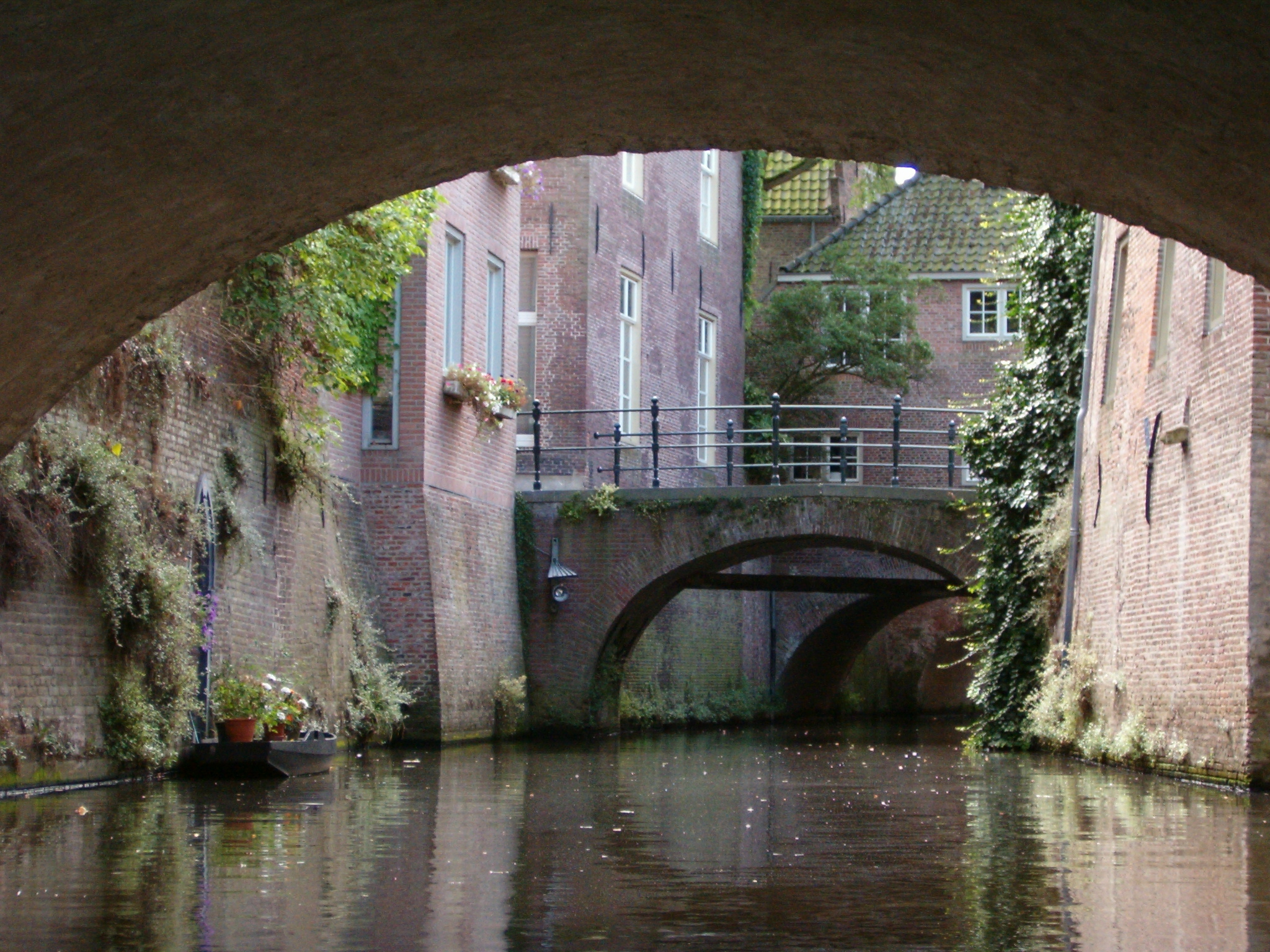
De Binnendieze

De Groote Stroom is een zijtak van de Binnendieze in 's-Hertogenbosch. De Groote Stroom stroomde vanaf het Voldersgat binnen de Vestingwerken en stroomt vanaf daar naar noordoostelijke richting. Uiteindelijk stroomt het bij de Kalkbrug in de Smalle Haven.
De Groote Stroom heeft een breed en open karakter, echter is tussen de Nieuwstraat en de Sint-Josephstraat de stroom overkluisd. Daarnaast heeft de stroom tien overbruggingen. Het open karakter is nog goed te zien bij de tuinen van het Theater aan de Parade. Hier heeft de stroom aan weerszijden nog een natuurlijk talud.
De tien bruggen zijn erg dominant aanwezig in de loop van De Groote Stroom. Een van die bruggen is de Geerlingsebrug in de Hinthamerstraat. Deze brug dateert al van 1333, maar werd voor het eerst vernoemd in 1368. Ook de brug in de Zusters van de Orthenpoort is dominant aanwezig.
De Groote Stroom werd bij de Waterpoort in de huidige Herman Moerkerkplein gesplitst in twee stromen. Een van de vertakkingen werd de Marktstroom genoemd. Deze stroomde verder in de richting van het Vrouwenconvent Sint Geertrui, om even verderop in de Smalle Haven te stromen. Dit gedeelte is gedempt in 1962 bij het aanleggen van het Burgemeester Loeffplein en het Tolbrugplein en de sanering van de oude volkswijk De Pijp.
De Grote Stroom werd vroeger gebruikt als een open riool.